# Àhmad ibn Sahl ibn Hàixim
Àhmad ibn Sahl ibn Hàixim fou governador samànida del Khurasan, de la família dels dihkans kamkariyan de Merv amb suposat origen sassànida.
En venjança per la mort d'uns familiars en una lluita local a Merv entre perses i àrabs, es va revoltar durant el govern del safàrida Abu-Hafs Amr I ibn al-Layth (879-900) però fou derrotat i portat presoner al Sistan. Va aconseguir fugir de manera rocambolesca i va provar una nova revolta a Merv, capturant al governador local safàrida Abu-Jafar Ghurí, i proclamant la seva adhesió al samànida Ismaïl ibn Àhmad (885-907). Va fracassar altre cop i va haver de fugir a Bukharà, amb el samànida.
Al servei d'aquest, va participar en les lluites a Khurasan i a Rayy i durant el govern del seu fill Àhmad ibn Ismaïl (907-914) va participar en la conquesta del Sistan a Amr ibn al-Layth (910/911). Nasr II ibn Àhmad (914-943) el va enviar contra el governador rebel del Khurasan, Hussayn ibn Alí al-Marwarudí, al que va derrotar l'estiu del 918 (rabi I del 306) i va ocupar el seu lloc, però al cap de poques setmanes es va revoltar al seu torn a Nixapur i va atacar la província de Gurgan, per després fortificar-se a Merv davant l'arribada d'una expedició dirigida pel general Hamuya ibn Alí. Enganyat, va abandonar la seva posició inatacable i fou derrotat prop de Murghab o Marvarrūḏ (Raǰab, 307/desembre del 919), sent portat a Bukharà on va morir a la presó poc després (maig del 920).